# Dmitri Levitski
Dmitri Grigórievich Levitski (en ruso: Дми́трий Григо́рьевич Леви́цкий, en ucraniano: Дмитро́ Григо́рович Леви́цький; Kiev, mayo de 1735-17 de abril de 1822) fue un pintor retratista ruso de origen ucraniano. 

## Vida
Dmitri nació en Kiev, en ese entonces parte del Imperio Ruso, en la familia del clérigo y grabador Grigori Levitski. Este fue su primer profesor de arte. Posteriormente se convirtió en pupilo de Aleksei Antropov, quien viajó a Kiev a pintar la Catedral de San Andrés.
En 1770, Levitski se convierte en un famoso pintor retratista después de la exhicibicón de seis de sus retratos en la Academia Imperial de las Artes en San Petersburgo. Por el retrato de Alexander Kokorinov, Director y primer Rector de la Academia de las artes en 1769, Dimitry fue elegido como académico y designado profesor de la clase de pintura retratista en la academia. Permaneció en esta posición hasta 1788.
En 1772-1776 Levitski trabaja en una serie de retratos de las alumnas del Instituto Smolny para Jóvenes Damas en San Petersburgo comisionado por Catalina la Grande. Las jóvenes son enseñadas, representado bailes, música y obras de teatro.
A pesar de que Levitski tuvo muchos contratos, estos fueron, en la mayoría de los casos, mal pagados. El pintor murió en la pobreza en 1822, a la edad de 87 años.

## Obras

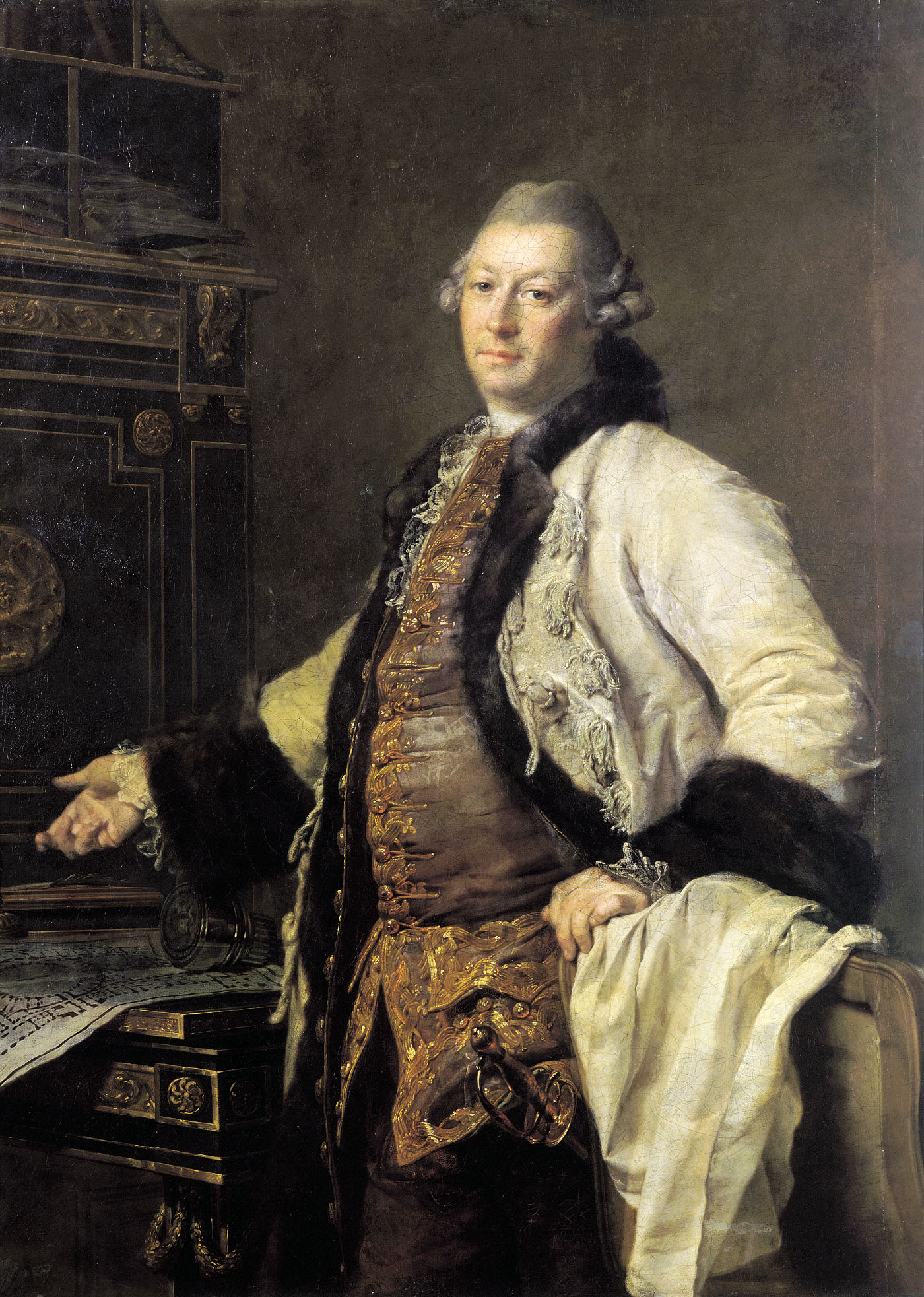
Aleksandr Kokorinov, director y primer rector de la Academia Imperial de las Artes, 1769
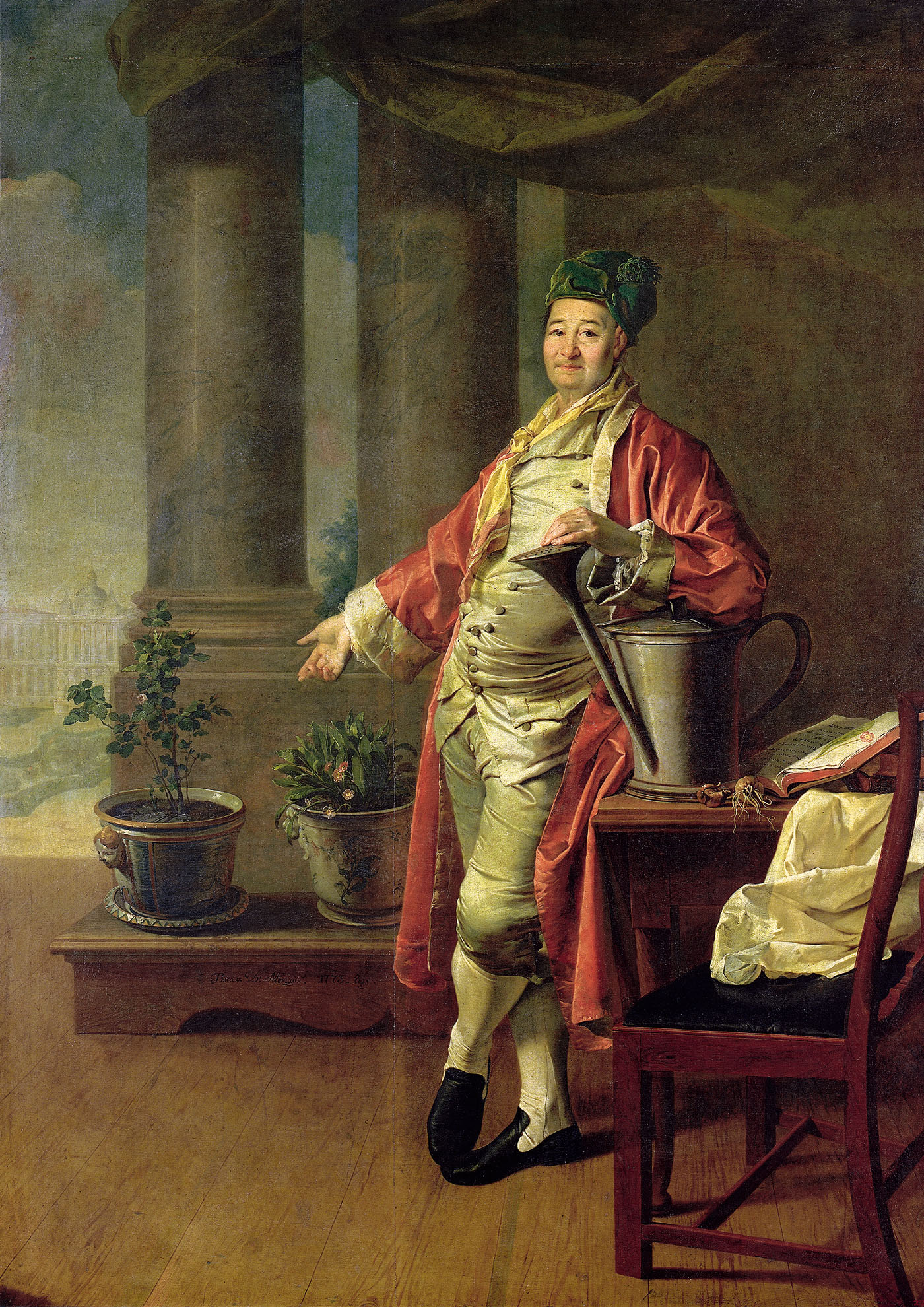
Prokofi Demídov, 1773
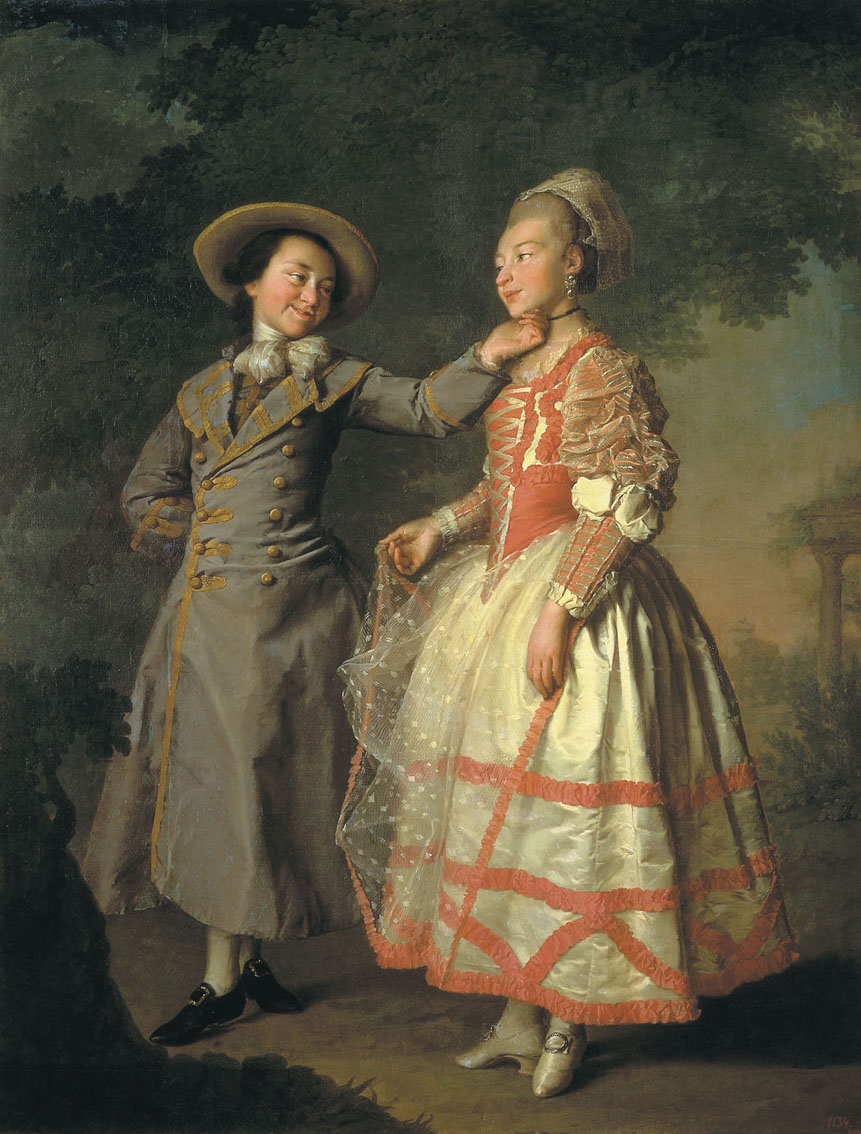
E. N. Jrushchova y la Princesa E. N. Jovanskaya, 1773.
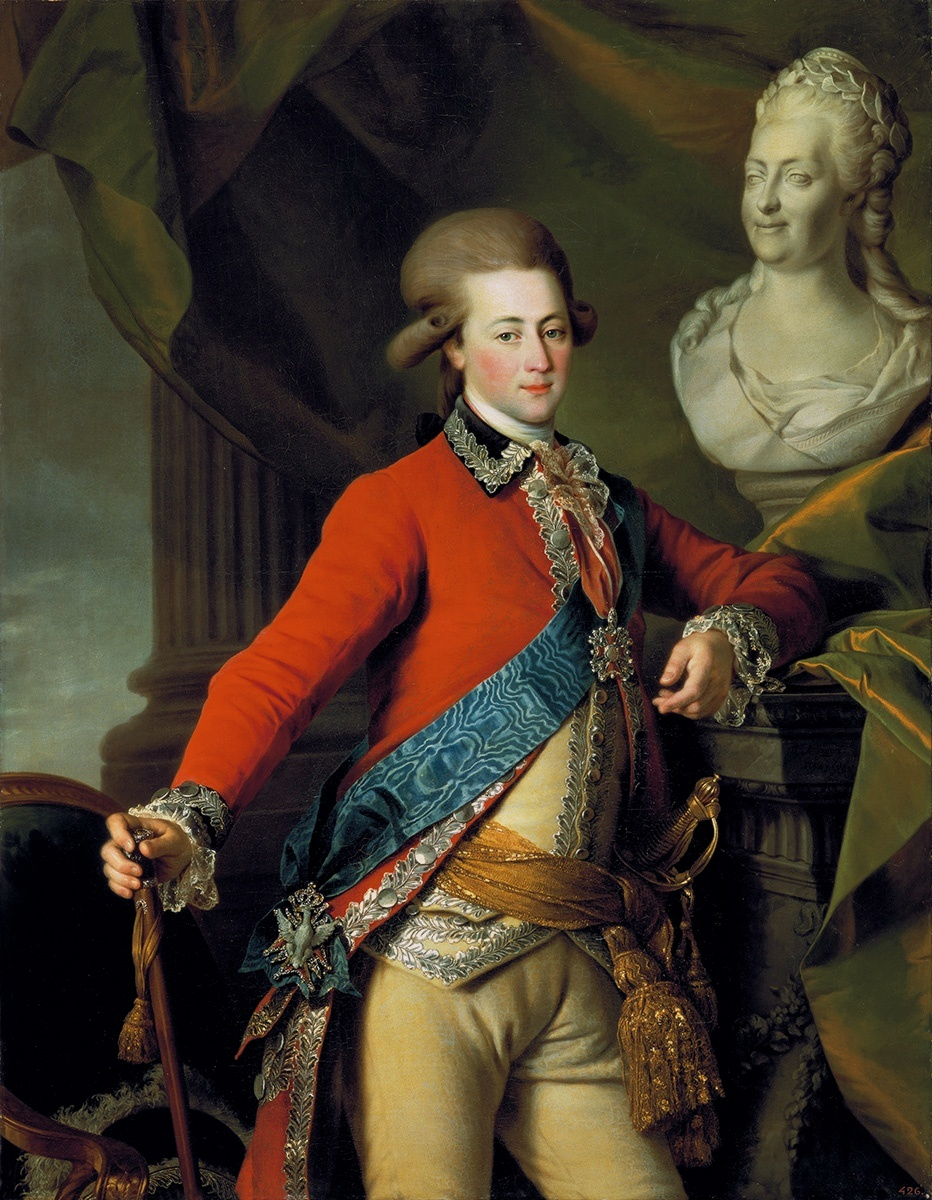
Aleksandr Lanskói, ayudante de campo de Catalina II de Rusia, 1782
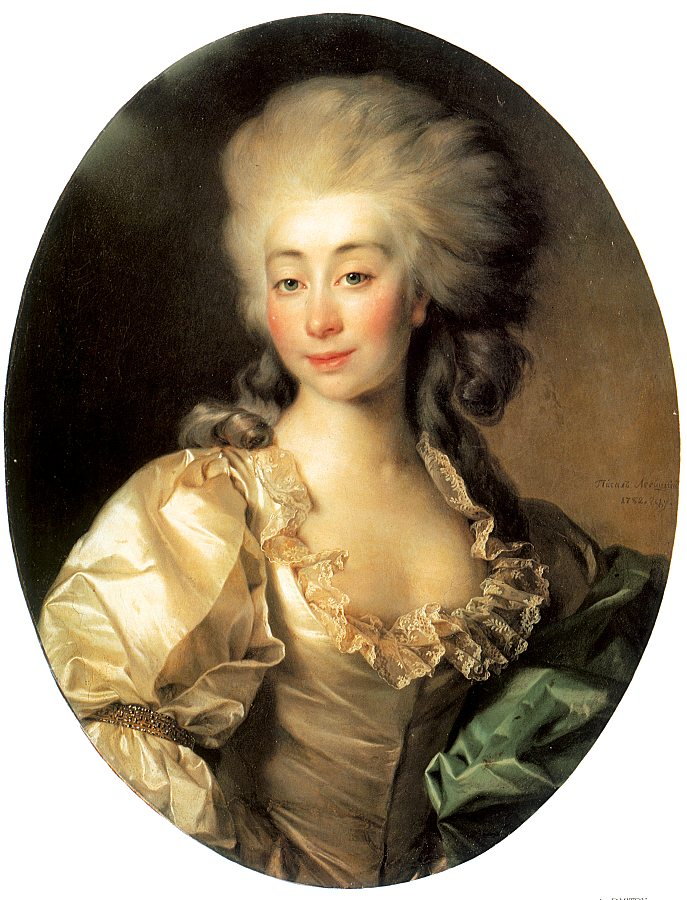
Duquesa Ursula Mniszech, 1782
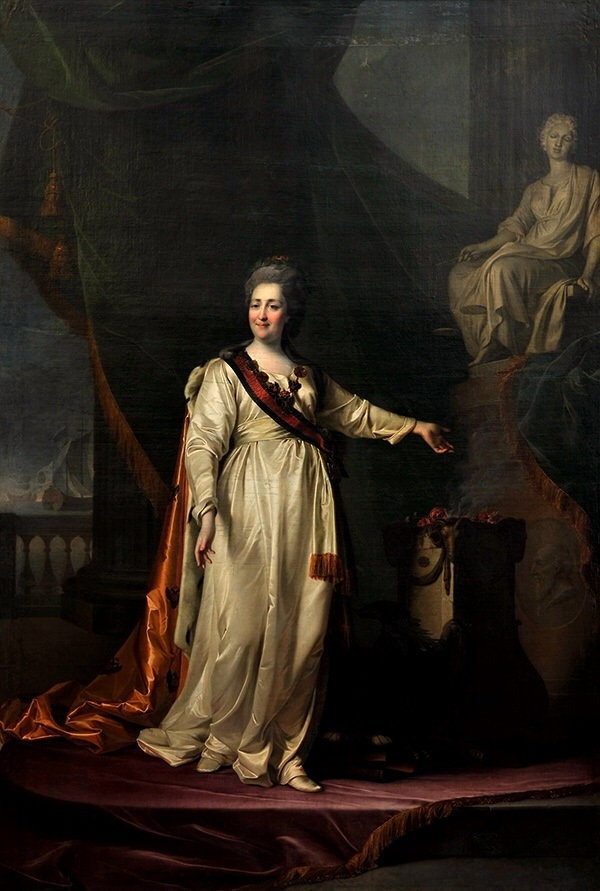
Catalina II como legisladora en el templo de la diosa de la Justicia, 1783
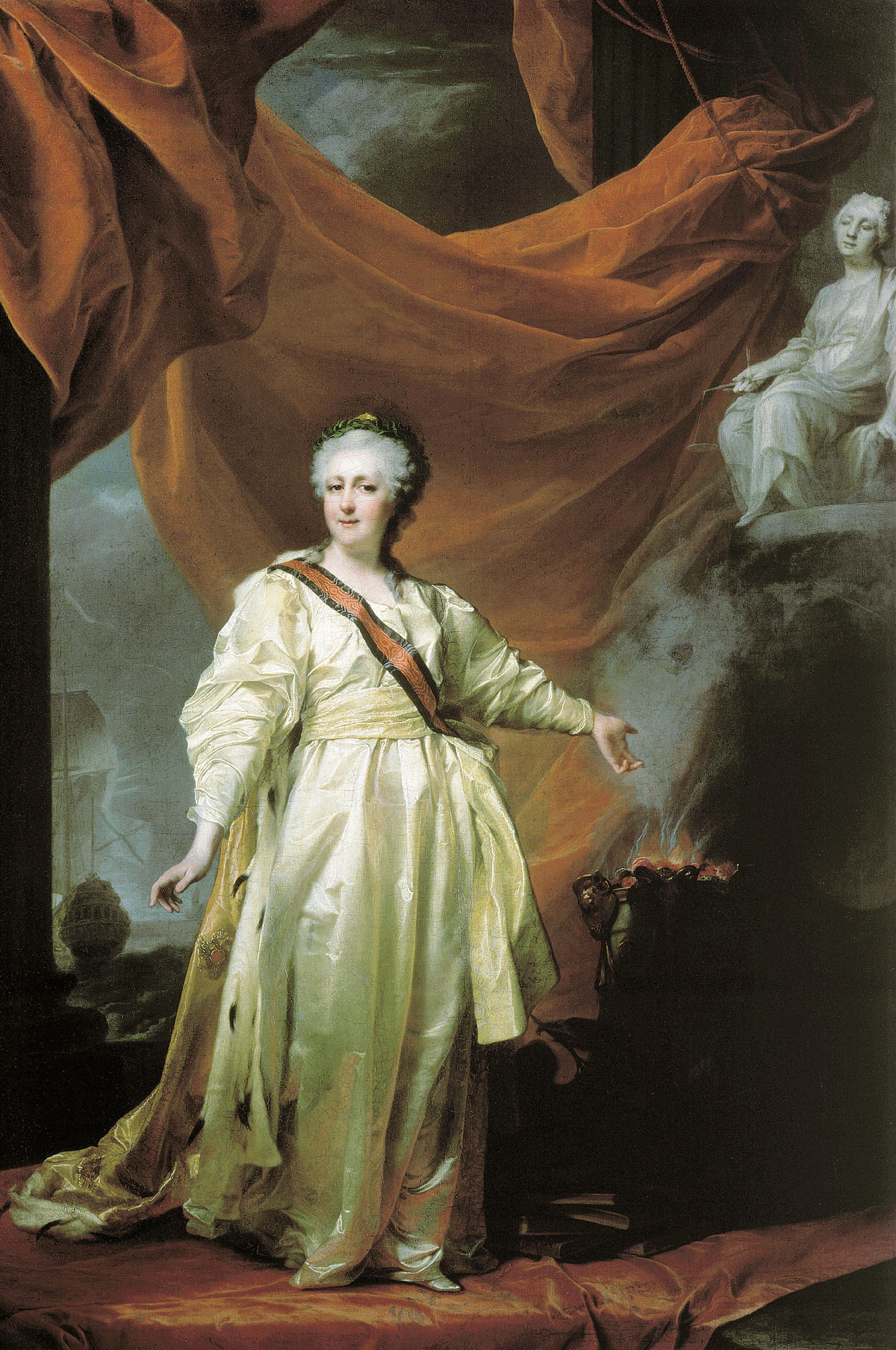
Retrato de Catalina II, años 1780.
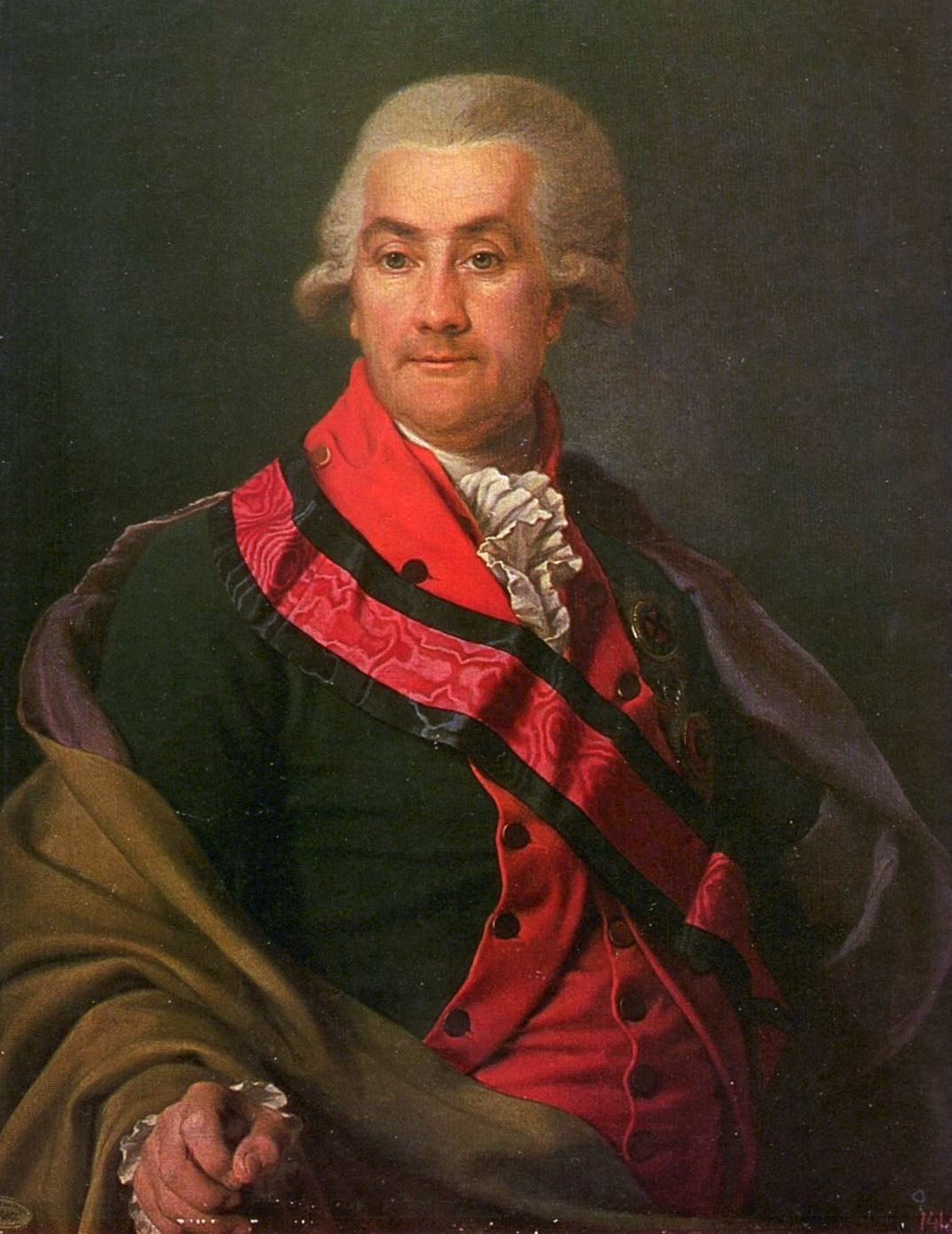
Retrato del general Iósif Igelström, 1790
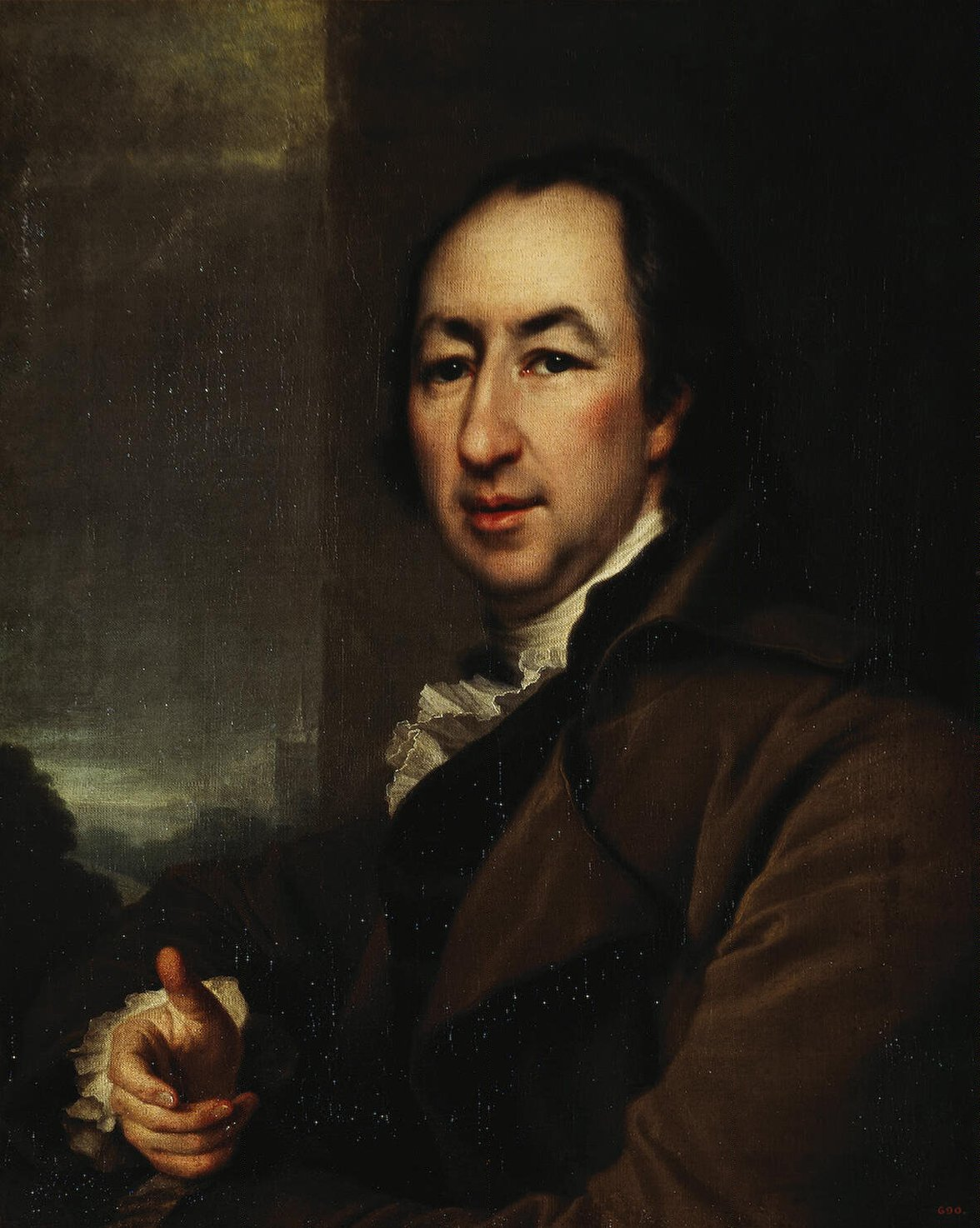
Nikolái Novikov, 1797
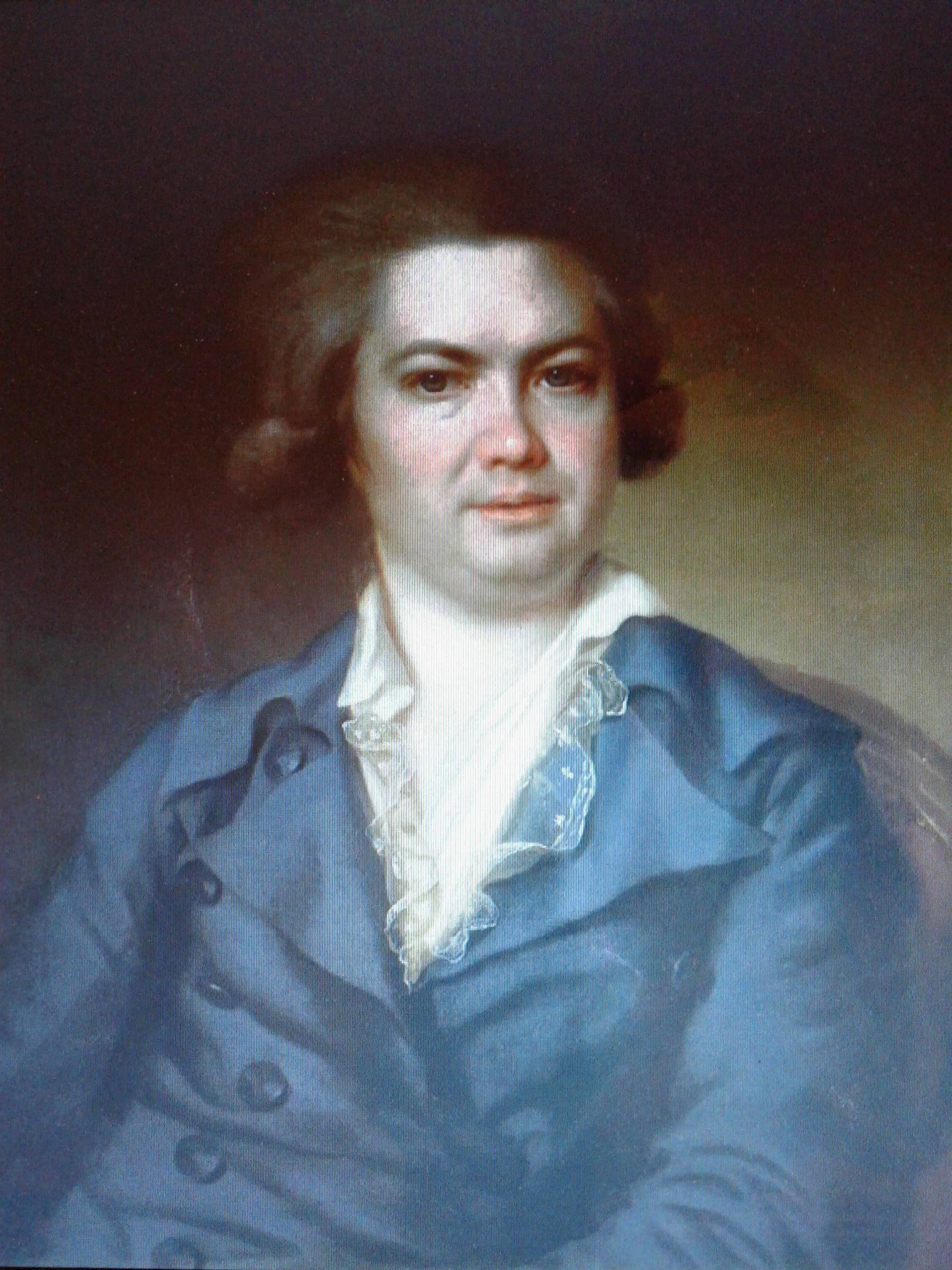
Retrato del conde Artemiy Vorontsov por Dmitry Levitzky (finales de 1780)

## Fuente
Dmitry Levitzky. (28 de marzo de 2010). In Wikipedia, The Free Encyclopedia. Retrieved 17:54, 9 de mayo de 2010, from http://en.wikipedia.org/w/index.php?title=Dmitry_Levitzky&oldid=352536330